# Tvärförbindelser i hjärnan
Storhjärnan har ett antal tvärförbindelser som förbinder hjärnans två hemisfärer. Dessa banor kallas också för kommissurer. Även om hjärnhalvorna anatomiskt förbinds av andra strukturer, såsom mellanhjärnan, så krävs kommissurbanorna för att hjärnhalvorna skall kunna kommunicera med varandra.

## Hjärnbalken
Hjärnbalken är den största av hjärnans tvärbanor, den är anatomiskt belägen i botten av längsgående hjärnspringan, och utgör taket till de laterala ventriklarna i hjärnans ventrikelsystem.

## Hjärnans främre tvärförbindelse

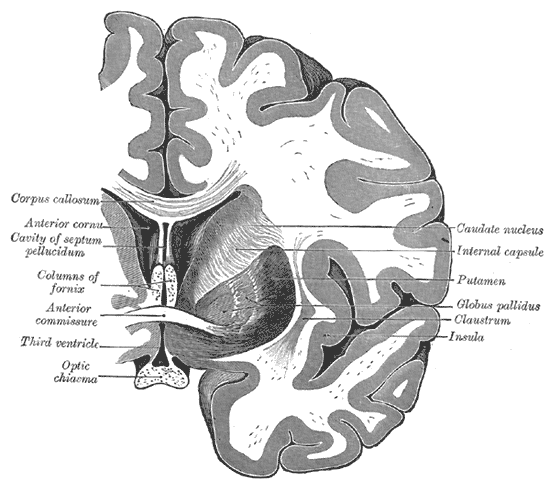
Commissuria anterior, till vänster i bilden.

Den främre av hjärnans tvärförbindelser kallas på latin commissura anterior. Den är en liten struktur, belägen anteriort om fornix, strax ovanför chiasma opticus.

## Hjärnans bakre tvärförbindelse

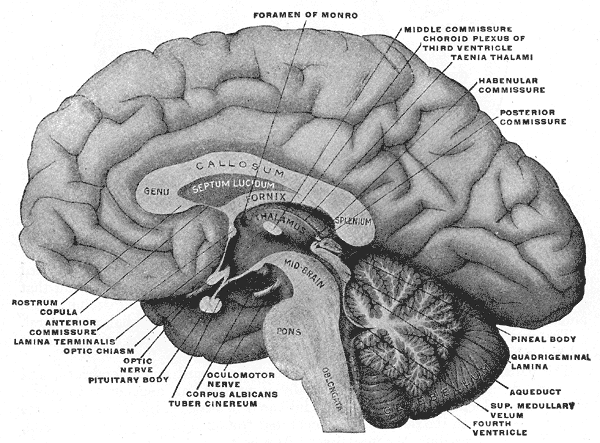
Posteriora kommissurbanan, markerad som posterior commissure, i övre högra delen av bilden.

Den bakre av hjärnans tvärförbindelser, på latin commissura posterior. Den är nödvändig för den så kallade pupillreflexen.